# Крила (фільм, 2025)
«Крила» — український сюрреалістичний фільм-трагікомедія з елементами українського поетичного кіно режисера Олександра Стеренчука з Катериною Федорчук у головній ролі. Реліз запланований на 2025 рік.
Присвячений загиблому пілоту 40-ї бригади тактичної авіації Андрію Пільщикову.

## Сюжет
Фільм демонструє «колективне прагнення і заклики українського народу спонукати світову спільноту надати винищувачі та засоби протиповітряної оборони Повітряним силам Збройних сил України».

## Створення
Творці фільму визначають його як сюрреалістичну трагікомедію. «Крила» створені задля допомоги повітряним силам ЗСУ, популяризації авіакультури, протесту проти лінійного кінематографу, засудження рашистської агресії проти України. Фільм присвячено загиблому пілоту 40-ї бригади тактичної авіації Андрію Пільщикову на псевдо Джус. Пілот брав участь у обороні Києва в складі підрозділу «Привиди Києва».
Ідея фільму виникла з розмови між режисером Олександром Стеренчуком і моделлю та акторкою Катериною Федорчук щодо того, який військовий літак над ними пролетів: F-16 чи МіГ-29. «Крила» спершу планувалися як короткометражний фільм тривалістю 3-5 хвилин. Але пишучи сценарій, Олександр Стеренчук подовжив хронометраж до майже години. Оператором-постановником виступив Антон Аношин. Саундтрек до фільму створив звукорежисер та композитор Сергій Мінаєв, операторами виступили Тарас Кірічук, Андрій Дмитрук і Олександр Слобода. Олександр Стеренчук і Антон Аношин раніше створювали кліпи, «Крила» стали їхньою першою повнометражною художньою роботою.
Знімання тривало близько п'яти місяців упродовж літа-осені 2023 року. Все обладнання було орендоване чи надане волонтерами. Головну роль виконала Катерина Федорчук, а загалом у «Крилах» знялося близько 150 людей. Фільмування більшості сцен відбувалося в Луцьку в таких місцях, як будинок Голованя, Луцький замок, підземелля, фотостудії. Окремі сцени знято в околицях міста, також включено кадри з фронту й документальні відео. Промо-ролик був представлений наприкінці лютого 2024.
Прем'єрний показ фільму планувався на кінець лютого, потім перенесений на весну 2024 року, спершу для закритого перегляду, потім у мережі кінотеатрів Multiplex. Планується англомовний дубляж. 11 травня 2024 року режисер повідомив, що фільм «в цілому готовий», але з урахуванням доопрацювань випуск відбудеться через декілька місяців. У вересні-листопаді 2024 року відбулися додаткові зйомки в Луцьку та Львові, де знявся засновник гурту «КораЛЛі» Мишко Адамчак. В жовтні 2024 року Олександр Стеренчук поділився інформацією, що залишилося виконати монтаж і оголосив про пошук меценатів для цього.
Як повідомила команда фільму «Крила», кошти від промоції та прокату кінострічки цілком будуть перераховувати на допомогу ЗСУ. Кошти витрачатимуться на різні види повітряних дронів, та передані на запити різних підрозділів ЗСУ.